# لوران (لاعب كرة قدم)
لوريانو بيسان إتاميه-مايه المعروف باسم لوران من مواليد 19 يناير 1977 في لوندي كييسي في الكاميرون، لاعب كرة قدم كاميروني.
بدأ مسيرته الكروية مع نادي أوتريرا في موسم 1995/1996، وشارك معهم في 30 مباراة وسجل 5 أهداف، وفي موسم 1996/1997 انتقل إلى رديف إشبيلية الإسباني، ولعب معهم 17 مباراة وسجل 3 أهداف، وفي موسم 1997/1998 انتقل إلى نادي ليفانتي الإسباني، وشارك معهم في 34 مباراة وسجل 6 أهداف، وفي عام 1998 انتقل إلى نادي مايوركا الإسباني، ولعب معهم حتى عام 2000، وشارك معهم في 62 مباراة وسجل 4 أهداف، وفي عام 2000 انتقل إلى نادي آرسنال الإنجليزي، ولعب معهم حتى عام 2007، وشارك معهم في 159 مباراة وسجل 7 أهداف، وفي عام 2007 انتقل إلى نادي بورتسموث الإنجليزي.
و قد لعب مع منتخب الكاميرون لكرة القدم بين عامي 1998 و2002، وشارك معهم في 25 مباراة وسجل هدفين.

## روابط خارجية
- لاورين على موقع الاتحاد الدولي (مؤرشف)  (الإنجليزية)
- لاورين على موقع قاعدة بيانات كرة القدم.إي يو (الإنجليزية)
- لاورين على موقع ناشيونال فوتبول تيمز (الإنجليزية)
- لاورين على موقع Soccerbase.com (لاعب) (الإنجليزية)
- لاورين على موقع Soccerway.com (الإنجليزية)
- لاورين على موقع عالم كرة القدم.نت (الإنجليزية)
- لاورين على موقع أوليمبيديا (الإنجليزية)